# Németh Péter (jogász)
Dömötöri Németh Péter (Temesvár, 1851. július 20. – Budapest, 1915. május 14.) kúriai bíró.

## Élete
Németh Péter (1789-1871) és Pfisterer Leopoldina fia. A középiskolát szülőhelyén és Budán végezte, a jogot a pesti egyetemen hallgatta; több előkelő ügyvédi irodában végzett gyakorlat után 1872-ben állami szolgálatba lépett, mint a királyi tábla joggyakornoka. 1874-ben köz- és váltóügyvéd lett, 1875-ben pedig a közalapítványi ügyigazgatóságnál szolgált; ez év végén az igazságügy minisztériumban segédfogalmazónak, 1878-ban ugyanott fogalmazónak nevezték ki. Jogászgyűléseken és a sajtóban igen avatottan szólt hozzá a napi kérdésekhez, 1875-ben pedig a napi sajtóban ismertette a büntető törvénykönyv tervezetét. Szakirodalmi működésével magára vonta Csemegi Károly figyelmét, a minisztériumban pedig jogi véleményeket és kodifikátori munkákat végeztettek vele.
Amikor 1880-ban az új büntetőtörvény életbe lépett, Németh megalapította a Büntető Jog Tára c. szaklapot, melynek útján az új törvény elveit a jogász világ köztudatába vitte és hozzájárult ahhoz, hogy a modern büntetőjogi elvek gyorsan honosultak meg nálunk. A lapnak 1912-ig volt a felelős, később főszerkesztője. 1884-től polgári joggal is foglalkozott. 1881-ben, mikor a budapesti királyi táblán a hátralékok felszaporodása következtében a bírák létszámát szaporítani kellett, Némethet is kinevezték oda; főleg bűnügyekben működött mint előadó, de kereskedelmi perekben is gyakran volt szavazó bíró.
1883-tól a budapesti egyetemnél fennálló jog- és államtudományi vizsgálati, 1886-tól a budapesti ügyvédvizsgálati és 1891-től az 1891. XVIII. törvénycikk által szabályozott gyakorlati bírói vizsgálati bizottság tagja volt. 1891-ben a kormány meghívta az állandó országos kongrua-bizottságba. Nemzeti és kulturális célokat felkaroló több társaság tagja volt. 1887-től a vöröskeresztegylet megbízottjaként dolgozott, 1893-tól a Szent László Társulat alelnöki posztját töltötte be. A szünet nélküli munkától súlyos szembajt kapott, úgy hogy évekig csak vezetővel tudott az utcán járni, sőt 1901. november 28-án kénytelen volt nyugalomba vonulni; ezen alkalomból a király érdemei elismeréseül a Lipót-rend lovagkeresztjével tüntette ki.
Neje Reményi Mária (1855-?) volt, akivel 1879. november 15-én kötött házasságot Budapesten.

## Munkássága
1873-ban megkezdett irodalmi munkásságát leginkább az időszaki sajtóban fejtette ki; főleg a polgári eljárás és büntető jogról írt cikkeket a szaklapokba; hozzászólt igazságügy-politikai kérdésekhez a fővárosi napilapokban, különösen egyes igazságügyi törvények megalkotása alkalmával. 1877-ben a Pester Lloydban a külfölddel ismertette a büntető törvénykönyv javaslatát 15 cikkben; később egész irodalmi tevékenységét lapjában a judikatura kritikai ismertetésére fordította.
Cikkei a Jogtudományi Közlönyben (1873. A fogadásnak per útjáni érvényesítéséről, A korlátolt beismerésről, 1875. A fél esküje a polgári perben, 1877. A becstelenség mint a bűntettek következménye); a Szabadelvűpárti Naptárban (1884-re: A szabadelvűpárt törvényhozói működése az igazságügy terén); a Budapesti Naplóban (1901. 41. sz. Összeférhetlenség) sat.

## Munkái
- A váltóeljárás. A váltótörvény életbeléptetése és váltóügyekben követendő eljárás szabályozása tárgyában 1876. évi nov. 30. kibocsátott igazságügyminiszteri rendelet. Az 1868. LIV. t.-cz. megfelelő szakaszaival kiegészítve, magyarázó szöveggel és tárgymutatóval ellátva. Bpest, 1877.
- A gyámság és gondnokság. Az 1877. XX. törvényczikk magyarázata az erre vonatkozó bel- és igazságügyminiszteri rendeletekkel és irománypéldákkal. Tekintettel a kapcsolatos hazai jogszabályok, törvények és rendeletekre, az osztrák polgári törvénykönyv szabályaira, valamint a gyámsági és gondnoksági jog bel- és külföldi fejlődésére és jelen állapotára. Bpest, 1878.
- A királyi curia teljes ülései, megállapodásai. (Az 1881. LIX. t.-cz. 4. §-a értelmében az ügyek eldöntésénél irányadók). A magyar kir. igazságügyminiszter úr megbízásából kiadja. I-VIII. füzet. Polgári jogi döntvények 1-44. szám. Büntető jogi döntvények 1-69. szám. Minisztertanácsi határozatok 1-11. szám. Bpest, 1887., 1890.
- Magyarország Szent László király idejében. Jogtörténeti rajz. Bpest, 1895.
- Magyar anyagi büntető jog. Az érvényben levő, 1900-ig hozott törvényekben foglalt anyagi büntetőjogi szabályok összeállítása az 1880-tól kifejtett judicatura feltüntetésével. Egyúttal mutató a «Büntető Jogtára» harmincznyolcz kötetéhez. Bpest, 1900.